# Star Wars Arcade
Star Wars Arcade é um jogo de arcade de 1993 desenvolvido pela Sega e baseado na trilogia original de Star Wars . Combinando elementos de Uma Nova Esperança e O Retorno de Jedi, no jogo os jogadores pilotam uma nave Rebelde e lutam contra as forças do Império. A Sega desenvolveu Star Wars para seu sistema Model 1, o mesmo hardware de arcade que alimentava Virtua Fighter e Virtua Racing. Como esses dois títulos, os gráficos de Star Wars são renderizados inteiramente usando polígonos. O jogo foi lançado mais tarde sob o nome de Star Wars Arcade, como exclusivo para o lançamento do Sega 32X em 1994.
O primeiro de uma série de jogos de arcade da Sega Star Wars, a Sega seguiu o lançamento de Star Wars Arcade com vários outros jogos de arcade - Star Wars Trilogy Arcade e Star Wars: Racer Arcade, bem como um jogo de pinball Star Wars.

## Jogabilidade
A jogabilidade é semelhante à do jogo de arcade Star Wars de 1983 da Atari. Os jogadores pilotam uma X-wing ou Y-wing em perspectiva de primeira ou terceira pessoa e lutam contra as forças imperiais.
O jogo tem três níveis que incluem interceptar caças TIE em um campo de asteroides, destruir um Super Star Destroyer e fazer um ataque a uma Estrela da Morte. O gabinete arcade permite que duas pessoas joguem, com uma servindo como piloto e a outra como artilheiro.

## Recepção
No Japão, a Game Machine listou Star Wars Arcade em sua edição de 15 de junho de 1994 como a sexta unidade de arcade vertical/cockpit de maior sucesso do mês.
A Electronic Gaming Monthly marcou a versão 32X em 6,25/10, descrevendo-a como um jogo de lançamento decente, mas decepcionante para o console. Eles elogiaram os excelentes gráficos, mas reclamaram da jogabilidade repetitiva e do movimento limitado. A GamePro também avaliou que o jogo é uma demonstração decente das capacidades gráficas do 32X, mas sofre de jogabilidade repetitiva. Eles também criticaram que os controles são complicados ao usar um gamepad padrão de três botões e que no modo cooperativo o cursor do segundo jogador é difícil de ver em determinados fundos. A Next Generation avaliou a versão 32X do jogo com três estrelas de cinco, chamando-a de "uma excelente tradução de um bom jogo e uma boa dica do que esperar de 32X".